# Juan Fernández de Navarrete

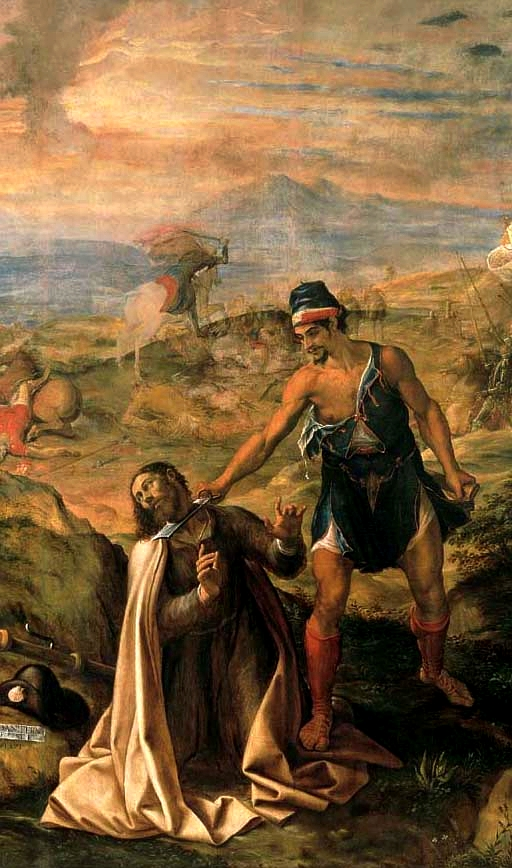
Martiri de sant Jaume (1571).

Juan Fernández de Navarrete (Logronyo, 1526 - Toledo, 28 de març de 1579), conegut com a Navarrete el Mut, va ser un pintor espanyol del Renaixement tardà o de principis del Manierisme. Va destacar per la seva feina al servei de Felip II, el qual va nomenar-lo pintor reial el 1568 després de la mort de Gaspar Becerra i li va encarregar diverses sèries de llenços per decorar els murs del monestir de l'Escorial, el qual estava en construcció des de 1563.
La seva mort va evitar que s'ocupés de la sèrie completa de quadres que formarien part del retaule de l'altar major, encara que va quedar una magnífica sèrie d'apòstols en què mostra la dignitat del seu dibuix, la rotunditat de les figures i una primerenca assimilació per a Espanya tant de l'escola romanista de pintura com de la pinzellada solta i el color de Ticià i de l'escola veneciana de pintura.
Fernández de Navarrete es va donar a conèixer el 1567 com a pintor davant el rei Felip II amb l'obra Baptisme de Crist (Museu del Prado), influït per Miquel Àngel i la pintura del Cinquecento romà. La seva obra més coneguda i considerada com a culminant en la seva trajectòria és el Martiri de sant Jaume, de 1571, on ja adopta els modes de l'escola veneciana.

## Biografia
El pintor Fernández de Navarrete va tenir una malaltia que el va deixar sord als tres anys, la qual cosa li va ocasionar la incapacitat per aprendre el llenguatge oral. Tanmateix, consta que va aprendre a expressar-se per mitjà de la llengua de signes i sabia llegir i escriure, a més a més d'haver adquirit una àmplia cultura, necessària per al seu ofici. Va ser educat al monestir jerònim de La Estrella a San Asensio (La Rioja) per fra Vicente de Santo Domingo, que emprà probablement un incipient llenguatge de signes que des de l'edat mitjana s'utilitzava a les comunitats monàstiques obligades al vot de silenci. En l'època de Navarrete es creu que un benedictí, Pedro Ponce de León, havia desenvolupat el primer codi lingüístic de signes.
Durant tota la seva vida el pintor va haver de sobreposar-se a la seva minusvalidesa i a una naturalesa particularment malaltissa. Les dades sobre la seva vida i obra són degudes fonamentalment a fra José de Sigüenza que, en la seva Historia de la Orden de San Jerónimo, relata amb detall els avatars de la construcció del monestir de l'Escorial, entre els quals s'inclouen les feines de Navarrete. Aquest notifica que va recórrer tot Itàlia «quan s'anava fent un homenet», estudiant el seu art a Roma, Venècia, Milà i Nàpols i diu que va treballar amb Ticià, ja que l'empremta d'aquest autor s'aprecia clarament en els seus treballs, encara que el seu aprenentatge directe amb l'italià està actualment descartat. Pellegrino Tibaldi explica haver-lo conegut a Roma a la dècada de 1550, el que vindria a corroborar la informació del pare José de Sigüenza de la seva estada a Itàlia.

## Context històric

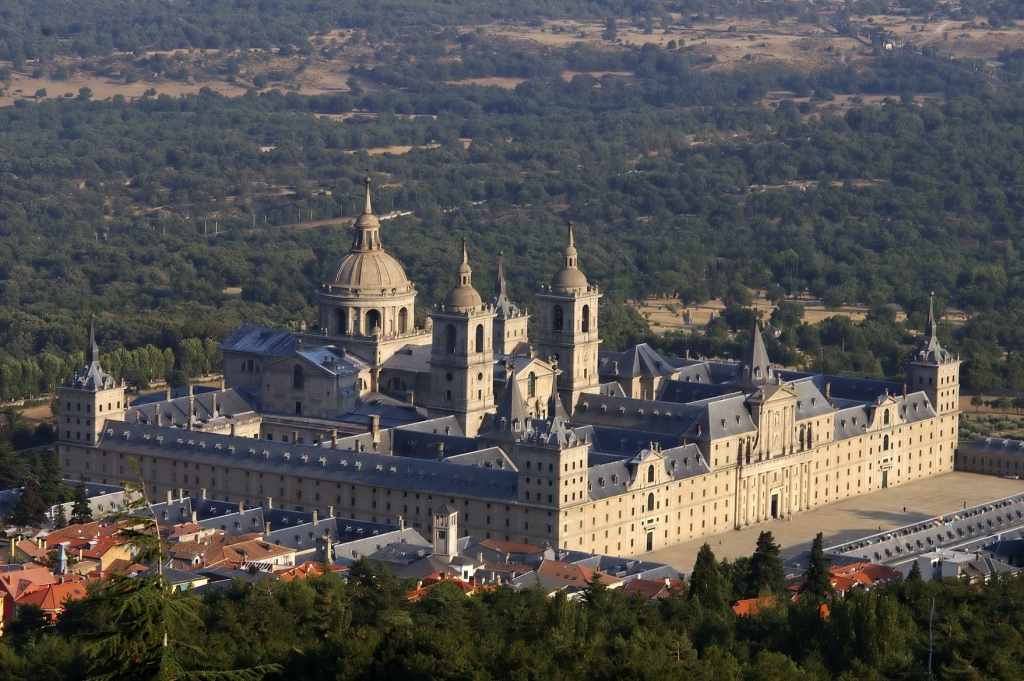
Vista del monestir de l'Escorial.

El context històric, amb relació a l'aportació al treball de Juan Fernández de Navarrete, va ser la fundació del monestir de l'Escorial per part del rei Felip II, amb objecte principal de construir el panteó reial que es va ubicar sota l'església per als oficis religiosos i que el monarca seguia des de les seves habitacions particulars. Aquesta fundació es va realitzar segons una carta reial del 22 d'abril de 1567. En la decoració d'aquesta gran construcció la pintura va representar el gust del monarca, que tenia una inclinació preferent cap a la pintura flamenca i pintura italiana, de les quals va fer grans donacions provinents de la seva col·lecció particular que constava, a més a més de les obres adquirides per ell pròpiament, de les heretades per part del seu pare Carles V i també de la col·lecció de la seva tia Maria d'Habsburg. La majoria eren obres de tema religiós i també ho van continuar sent les que va encarregar a diversos artistes als quals demanava que les seves obres estiguessin d'acord amb la iconografia de la Contrareforma aprovada en el concili de Trento. Entre els artistes escollits per Felip II es trobaven Federico Zuccaro, Luca Cambiaso i Pellegrino Tibaldi per realitzar els frescs de l'església, el claustre i la biblioteca, i Juan Fernández de Navarrete per a la realització de les pintures a l'oli per les capelles laterals i el retaule major de l'església. A causa de la mort prematura de l'últim, van continuar amb el seu treball els pintors Diego de Urbina, Alonso Sánchez Coello i Luis de Carvajal. El Greco va participar-hi també amb El martiri de sant Maurici.

## Encàrrecs reials

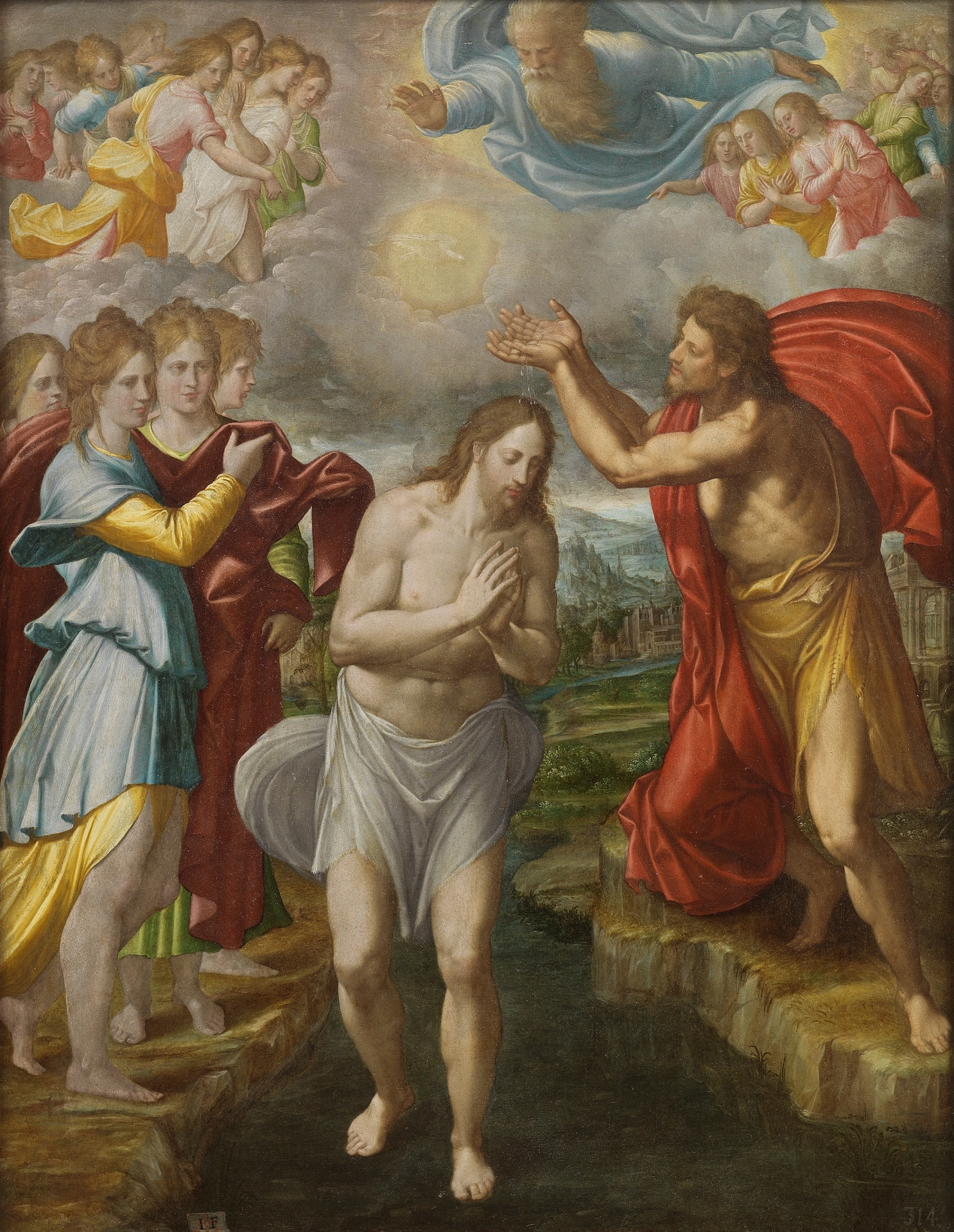
Baptisme de Crist, 1567 (Museu del Prado).

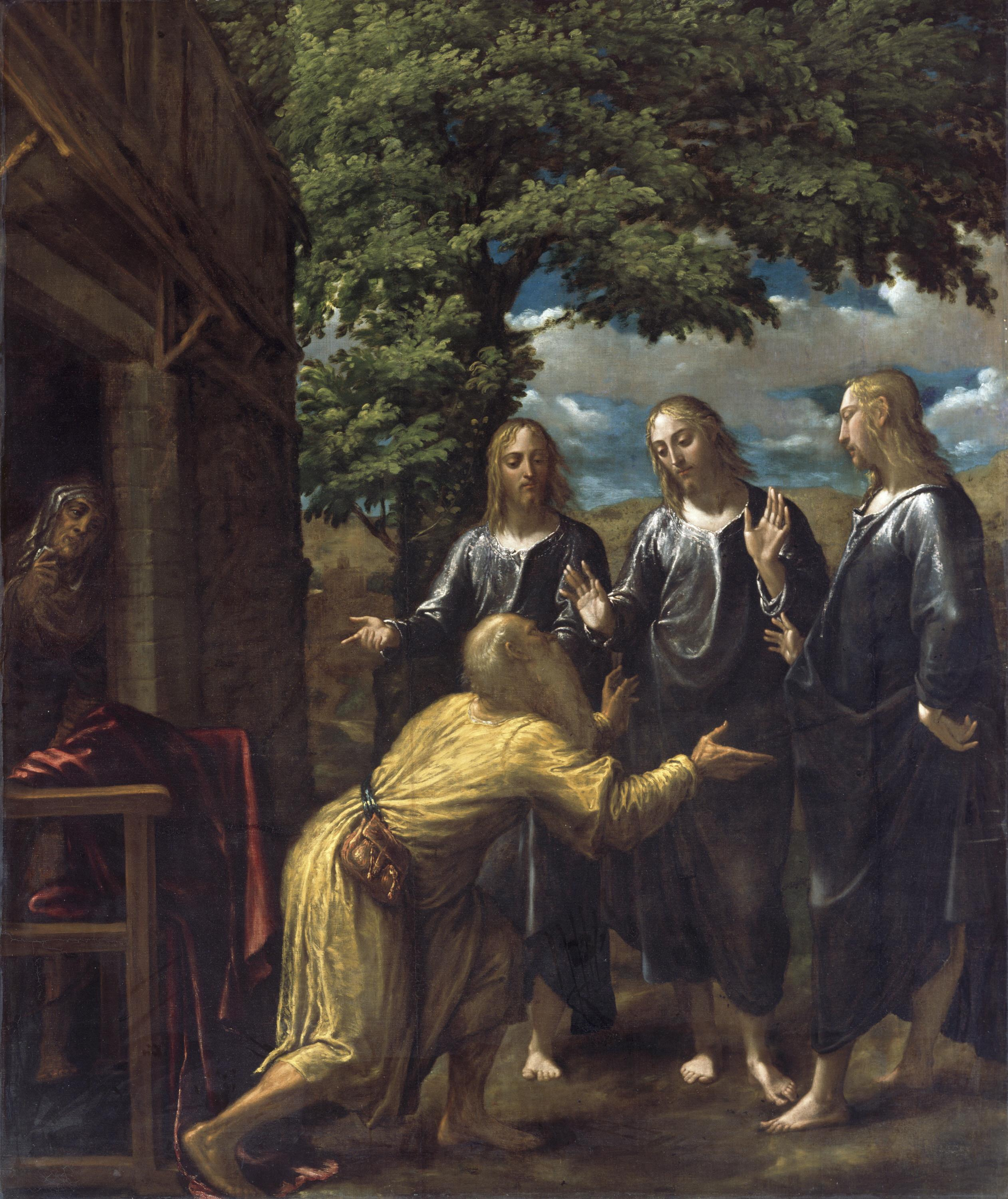
Abraham i els tres àngels, 1576 (National Gallery of Ireland).

El 1565, el seu preceptor, fra Vicente de Santo Domingo, i el vicari del monestir de l'Estrella, fra Juan de Badarián, es troben a l'Escorial, acompanyats segurament per Fernández de Navarrete. Aviat Felip II li va encarregar, entre altres encàrrecs similars, la restauració d'El davallament de la Creu de Roger van der Weyden i retallar el Noli me tangere de Ticià (tots dos actualment al Museu del Prado). L'adequada resolució d'aquestes tasques i la presentació d'un original del Baptisme de Crist el 1567 li va valer el 6 de març de 1568 ser anomenat pintor del rei amb 200 escuts de paga anuals. Va aconseguir guanyar-se la confiança del monarca enfront d'altres contemporanis seus com Alonso Sánchez Coello, Luis de Morales o El Greco.
Fernández de Navarrete va pintar molt esporàdicament a causa dels contratemps imposats per la seva delicada salut, afectat de grans dolors estomacals i necessitat de llargs períodes de recuperació; cap a finals de 1568 es retirà per refer-se al monestir de l'Estrella. Durant l'espai de prop de dos anys que va ser a Logronyo va realitzar les pintures de L'Assumpció, Sant Felip —aquestes dues pintures estan desaparegudes a causa d'un incendi al monestir de l'Escorial el 1671—, El martiri de sant Jaume, una de les seves obres més conegudes i on es reflecteix més la influència veneciana, i Sant Jeroni penitent, amb un violent contrast entre llums i ombres. Per aquestes obres li van ser pagats 500 ducats a més a més de la paga reial que ja tenia establerta. Les pintures van ser col·locades a la sagristia del monestir i se li van encarregar una Nativitat, un Crist lligat a la columna, una Sagrada Família i un Sant Joan Evangelista escrivint l'Apocalipsi —també cremat durant l'incendi del monestir el 1671—, obres que va realitzar a Madrid i que va entregar el 1575. Aquestes obres cada vegada aconseguien tenir un estil més propi; l'autor va aconseguir representar la força de les escenes amb els tons foscs de Ticià i la vivesa dels colors d'Antonio da Correggio, tal com s'aprecia a la seva obra Sagrada Família on el nen Jesús s'inspira en la pintura Sagrada Família amb sant Jeroni de Correggio.
Al monestir es va destinar un annex per allotjar viatgers o persones de la cort, i el prior Julián de Tricio —antic abat del monestir de La Estrella i, per tant, conegut de Navarrete— li va demanar una obra per a la sala de la rebuda que demostrés una escena d'hospitalitat: 
| « | Aquella història que es tracta en el capítol 18 del Gènesi que és de com Abraham era a la porta de casa seva i li van aparèixer tres homes en forma d'àngels i que va voler s'allotgessin a casa seva, per la qual cosa va rebre Abraham grans mercès. | » |

Aquestes obres de caritat amb els estranys van ser imposades per la Contrareforma com a necessitat de demostrar amb bones accions, a més a més de la fe cristiana, per aconseguir la salvació de l'ànima. L'obra titulada Abraham i els tres àngels es troba en l'actualitat a la National Gallery of Ireland de Dublín.
Després d'això Navarrete rebé un encàrrec monumental: realitzar trenta-dues pintures de sants per a les capelles laterals de la basílica de l'Escorial.
| « | En el monasterio de San Lorenzo a 21 del mes de agosto de 1576, estando en conregación los señores Fr. Julian de Tricio, prior de dicho monasterio, y García de Brizuela, veedor, y Gonzalo Ramirez, contador de dicha fábrica, tomaron asiento y concierto con Juan Fernánez Navarrete, mudo, pintor de S.M., en que haya de pintar para las capillas de la iglesia principal de dicho monasterio, treinta y dos cuadros, ó los que mas ó menos se le ordenasen, de historias: los veintisiete de ellos de siete piés y medio de alto y siete piés y quarto de ancho, conforme al tamaño de la capilla donde se hubieren de asentar, y los otros cinco de trece piés de alto y nueve de ancho […] los lienzos han de ser enteros, sin costura ni pieza alguna y gruesos, haciéndolos tejer á propósito para este efecto. Las quales pinturas ha de hacer conforme á la voluntad de S.M. y á su contento y satisfacción del padre prior… por el precio de 200 ducados cada uno de los quadros, de mas del salario ordinario que tiene de S.M. y se le han de ir pagando como fuere entregándolos… | » |

| « | En el monestir de Sant Llorenç a 21 del mes d'agost de 1576, estant en congregació els senyors Fr. Julián de Tricio, prior del mencionat monestir, i García de Brizuela, veedor, i Gonzalo Ramírez, comptador de la mencionada fàbrica, s'assegueren i acordaren amb Juan Fernández Navarrete, mut, pintor de S.M., que ha de pintar per a les capelles de l'església principal del mencionat monestir trenta-dos quadres, o els que més o menys se li ordenin, d'històries: els vint-i-set d'ells de set peus i mig d'alt i set peus i quart d'amplada, conforme a la mida de la capella on s'han de col·locar, i els altres cinc de tretze peus d'alçada i nou d'amplada […] els llenços han de ser sencers, sense costura ni peça alguna i gruixuts, fent-los teixir a posta per a aquest efecte. Les dites pintures han de ser de conformitat amb la voluntat de S.M. i al seu contentament i satisfacció del pare prior... pel preu de 200 ducats cada un dels quadres, de més del salari ordinari que té de S.M. i que se li han d'anar pagant conforme els va lliurant... | » |

Sense haver acabat aquest encàrrec, el gener de 1579 el rei n'hi va fer un de nou: la realització de la pintura del retaule major, dissenyat per Herrera, la construcció del qual va anar a càrrec de Jacopo da Trezzo, Pompeo Leoni i Juan Bautista Comane. No va tenir temps de concloure l'encàrrec reial: va començar per la sèrie de l'apostolat per a les capelles laterals i només va lliurar vuit quadres, ja que va morir el 28 de març de 1579 a Toledo a casa del seu amic, l'arquitecte Nicolás de Vergara. Les dues últimes pintures van ser lliurades a Felip II després de la defunció del pintor: es tractava de L'enterrament de sant Llorenç, o Martiri de sant Llorenç, i Crist apareixent-se a la seva Mare.
Lope de Vega li va dedicar aquest epitafi:
| No quiso el cielo que hablase, / porque con mi entendimiento / diese mayor sentimiento / a las cosas que pintase. / Y tanta vida les di / con el pincel singular / que como no pude hablar / hice que hablasen por mí No va voler el cel que parlés, / perquè amb el meu enteniment / donés gran sentiment / a les coses que pintés. / I tanta vida els vaig donar / amb el pinzell singular / que com que no vaig poder parlar / vaig fer que parlessin per mi Lope de Vega, Rimas Humanas (1609) |

## Estil

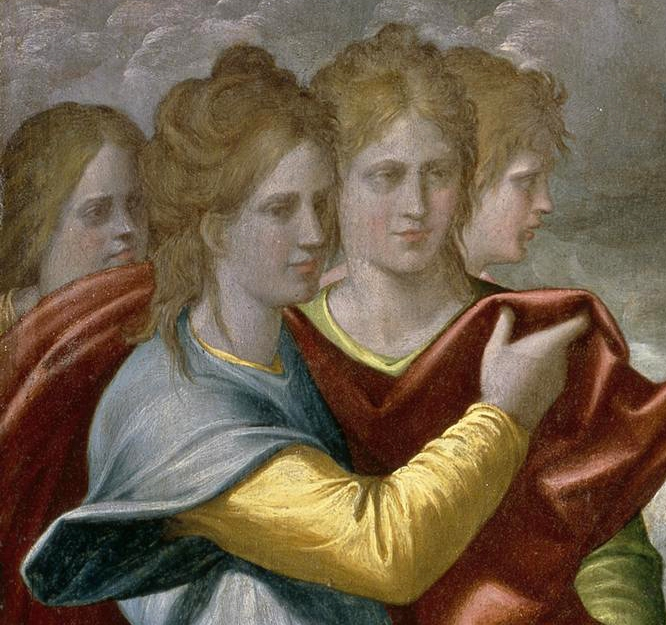
Detall del Baptisme de Crist, Museu del Prado.

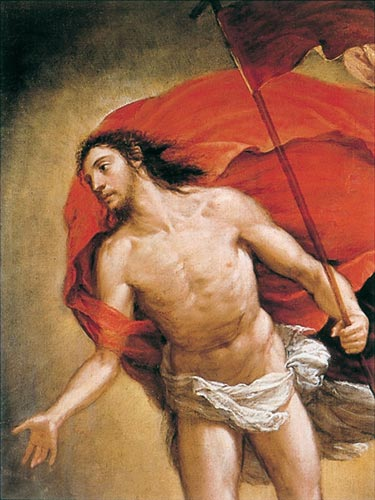
Detall de Crist apareixent-se a la seva Mare, 1578-1579 (monestir de l'Escorial).

Juan Fernández de Navarrete pertany al renaixement tardà, amb la característica especial a les seves figures de gran monumentalitat i robustesa. Va mostrar un interès cap al naturalisme que s'adverteix en l'ús del clarobscur. Ràpidament va adquirir noves formes d'expressió; es copsa un primitivisme semblant a la pintura flamenca però amb l'ús d'uns colors brillants de l'escola veneciana influït, sens dubte, per Ticià i Correggio.
El Baptisme de Crist és la seva primera obra coneguda signada: s'hi aprecia un estil manierista semblant al de Gaspar Becerra i Daniele da Volterra, i la figura de Crist i la dels àngels s'han comparat amb la pintura de Pontormo.
A les seves següents obres, Fernández de Navarrete va passar per diversos períodes, des de la imitació de la pintura de Ticià —a Fernández Navarrete se'l coneixia amb el sobrenom d'«el Ticià espanyol»— a trets semblants als escorços de Tintoretto, i sobretot es nota el seu gust per representar detalls realistes impregnats amb efectes de llum i amb l'habilitat d'uns tocs de pinzell que aconseguien donar un efecte de pintura espontània. A les seves últimes pintures sobre l'apostolat, representades en parella, s'observa un estil ordenat i majestuós, amb imatges de gran mida i ajudant-se amb les vestidures realitzades amb mantells d'amplis plecs. No accepta completament el llampant colorit venecià i, adaptant-se a la sobrietat del Reial Monestir de Sant Llorenç de l'Escorial, adopta per aquest tipus d'encàrrecs un cromatisme de terres i ocres. Aquestes últimes obres es caracteritzen per un ús expressiu del llum focalitzat, tal com succeeix a l'Enterrament de sant Llorenç i al Crist apareixent-se a la seva Mare, un altre dels seus quadres finals en el qual mostra un Crist ressuscitat amb el cos il·luminat en una composició molt dinàmica. Aquestes obres ja es poden considerar com si fos un inici de l'etapa de la pintura barroca castellana.

## Iconografia
En la sessió número vint-i-cinc del concili de Trento, celebrat durant el segle xvi, es va estructurar un Decret sobre les imatges en què s'assenyalaven les característiques que havien de seguir aquestes i les funcions que havien de complir. Aquesta influència doctrinal unida a la religiositat del rei Felip II va fer que volgués imposar a les pintures religioses encarregades per al monestir de l'Escorial una interpretació realista i didàctica. El programa iconogràfic el va deixar en mans del seu capellà, bibliotecari major i teòleg Benito Arias Montano i del pare José de Sigüenza. Així, es va demanar a Fernández Navarrete que a les seves pintures de sants contractades per als altars:
| « | no posi gat, ni gos, ni una altra figura que sigui deshonesta, sinó que tots siguin sants i que provoquin devoció. | » |

Això fou possiblement per evitar els elements naturalistes que va incloure en el seu quadre de la Sagrada Família, que havia pintat anteriorment.
Una de les iconografies més especials emprada per Fernández Navarrete fou a la seva pintura de l'Enterrament de sant Llorenç, en la qual no va representar exactament el martiri de la manera habitual, sinó el moment del robatori del cos per donar-li sepultura. La pintura mostra a sant Llorenç mort en plena obscuritat de la nit, despullat sobre la graella —atribut d'aquest sant— i col·locat en el centre de la composició; la llum que emet el seu cos quasi blanc és el punt d'atracció principal de l'espectador de la pintura. A la seva dreta sant Hipòlit, vestit de blanc, està disposat per endur-se el cos; l'acompanyen tres deixebles, un dels quals es posa un dit sobre els llavis en senyal de silenci. A l'esquerra de sant Llorenç hi ha un noi que bufa una brasa per encendre una espelma: aquesta escena és clàssica i força comuna a la pintura tenebrista per mostrar la il·luminació artificial; El Greco la va emprar algunes vegades, com per exemple a l'obra d'El bufador.

## Obres
- Dibuix de Lleó bevent (model pel Sant Jeroni penitent), Museu del Prado.[23]
- Sant Pere i Sant Pau, monestir de l'Escorial.

La relació següent mostra les obres atribuïdes amb seguretat a Juan Fernández de Navarrete:
- Baptisme de Crist, 1565. Museu del Prado, Madrid.
- El Calvari, 1566 (còpia de Rogier van der Weyden).
- Sant Jeroni penitent, 1569.

- Martiri de sant Jaume, 1571.
- Sagrada Família, c. 1571-1575.
- Crist lligat a la columna o Flagel·lació, c. 1571-1575.
- Adoració dels pastors, c. 1571-1575.
- Nativitat, c. 1571-1575.
- Oració en l'hort, c. 1571-1575. Museu del Prado.
- Abraham i els tres àngels, 1575. National Gallery of Ireland, Dublín.
- Sant Pere i Sant Pau.
- Sant Joan i Sant Mateu.
- Sant Bartomeu i Sant Tomàs.
- Sant Marc i Sant Lluc. Al cap de sant Lluc s'ha volgut veure el seu autoretrat.
- Sant Llorenç i Sant Esteve.
- Enterrament de sant Llorenç.
- Crist apareixent-se a la seva Mare.

Les dues últimes obres i les parelles d'apòstols que constitueixen un apostolat incomplet per als altars del monestir van ser realitzades entre 1577 i 1579. A la seva mort va deixar sense acabar la parella formada per Sant Felip i Sant Jaume el Menor, que va ser completada per Diego de Urbina.
A més a més d'aquestes obres es conserven amb quasi tota seguretat d'autèntiques:
- Autoretrat, 1563. Pintat durant el seu periple italià.
- Retrat de Francisco Férnandez de Liébana, c. 1578. Catedral Antiga de Salamanca.
- Al Museu del Prado hi ha dibuixos atribuïts a Fernández de Navarrete.